# Pedro Oliveira
Pour les articles homonymes, voir Pedro Diogo Oliveira.
Pedro Miguel Ferreira de Oliveira est un footballeur portugais né le 30 novembre 1981 à Massarelos, Porto. Il évolue au poste d'attaquant.

## Biographie
Formé au club de Boavista, Pedro Oliveira joue principalement en faveur du Vitória Setubal et de l'équipe roumaine du CFR 1907 Cluj. 
Avec Cluj, il remporte le titre de champion de Roumanie en 2008, en ne jouant pourtant qu'un seul et unique match de championnat au sein de ce club lors de cette saison.
À noter que Pedro Oliveira compte par ailleurs 5 sélections en équipe du Portugal des moins de 21 ans et 9 sélections en équipe du Portugal des moins de 20 ans.

## Palmarès
- Champion de France de National en 2013 avec l'US Créteil-Lusitanos.

- Champion de Roumanie en 2008 avec le CFR 1907 Cluj

## Statistiques
À l'issue de la saison 2012-2013
- 2 matchs et 0 but en Coupe de l'UEFA
- 48 matchs et 0 but en 1re division portugaise
- 37 matchs et 4 buts en 2e division portugaise
- 90 matchs et 28 buts en 3e division portugaise
- 38 matchs et 3 buts en 1re division roumaine
- 20 matchs et 4 buts en 2e division italienne
- 33 matchs et 3 buts en 3e division italienne
- 34 matchs et 3 buts en 3e division française